# CDC 7600
CDC 7600 је дизајниран од стране Симора Креја и наследник је рачунара CDC 6600. Рачунар је потврдио доминацију компаније CDC на пољу суперрачунара у 1970-им годинама. Рачунар је био десет пута брже од претходника — CDC 6600 и имало је брзину/снагу од 10 MFLOPS. 
Како би побољшао брзину рачунара Креј уводи концепт pipelininga. Тај концепт користе данашњи савремени рачунари. Тада је тај приступ Креју омогућио повећање брзине до три пута у односу на претходнике. Рачунар је радио на брзини од 27 наносекинди, односно 36 MIPS и имало је меморију од 65536 60-битних речи и један простор. Рачунар је подржавао Фортран 70, али је било нестабилно. Замењен је, 1983. године, рачунаром Cray-1A.
Када је систем објављен 1969. године, продат је за око пет милиона долара у основним конфигурацијама, а значајно више уз додате опције и функције.